# مجموعه تاریخی طباطبائی‌ها
مجموعه تاریخی طباطبائی‌ها، محدوده‌ای تاریخی در کوی صوفیان در شهر بروجرد است که عمدتاً مشتمل بر خانه‌های تاریخی، آرامگاه خصوصی، بازارچه، حمام، مسجد و گذر عمومی است. این مجموعه تاریخی عمدتاً در دوره قاجاریه ساخته شده است هرچند برخی بناهای این محدوده قدیمی تر یا جدیدتر هستند. نامگذاری این مجموعه به دلیل سکونت عده‌ای از سادات بروجرد معروف به سادات طباطبایی و نیز وجود آرامگاهی خانوادگی از سادات طباطبایی در این محله است.
برخی از آثار تاریخی خاندان طباطبایی بروجرد به علل مختلف از بین رفته‌اند یا آسیب جدی دیده‌اند از جمله خانه آقا بزرگ که در جنگ ایران و عراق مورد حمله هوایی قرار گرفت.

## آثار شاخص
- خانه افتخارالاسلام طباطبایی
- خانه صدر زاده نبوی طباطبایی
- خانه حاج آقا کمال الدین نبوی طباطبایی (معروف به خانه فرهنگ)
- باغ صامتیه
- خانه مصری